# Arvid Sundin
Karl Arvid Sundin, född 8 december 1914 i Enånger i Hälsingland, död 9 november 1999 i Farsta, var en svensk pianist, kompositör och schackspelare.
Han uppträdde som dubbelpianist med Stig Holm. Arvid var son till en bagare i Enånger som gärna hade sett att sonen fortsatte i samma spår. Arvid var dock mer musikintresserad och började redan som 15-åring att spela med orkestern "The Playing Fools". Senare kom han att flytta till Stockholm och fick engagemang med flera av de mest kända orkestrarna. Här nånstans kom han också att möta Stig Holm som han sedan kom att samarbeta mycket med. De blev ett begrepp "dubbelpianisterna".
Under 50 och 60-talen förekom han vid massor av skivinspelningar och han var medlem i radioprogrammet Frukostklubbens orkester under många år. Sigge Fürst var programledare och Andrew Walter kapellmästare. Han medverkade också som pianist i Gomorron Sverige på 70- och 80-talen.
Arvid Sundin var dessutom en framstående korrespondensschackspelare. Han innehade titeln internationell mästare och deltog 1972-75 i VM-finalen där han kom på nionde plats. Hans mest berömda schackparti spelades 1964 mot Erik Andersson och har kallats "det odödliga korrschackpartiet". Slutet på det partiet har också blivit avbildat på ett frimärke med valören 3 kronor.

## Filmmusik
- 1954 – Flicka utan namn